# غاستوني نينسيني
غاستوني نينسيني (بالإيطالية: Gastone Nencini)‏ (مواليد 1 مارس 1930 - الوفاة 1 فبراير 1980) كان دراج إيطالي في صنف سباق الدراجات على الطريق.

## سباقات أو مراحل فاز بها
- طواف فرنسا
- طواف إيطاليا

## روابط خارجية
- غاستوني نينسيني على موقع أرشيف الدراجات (الإنجليزية)
- غاستوني نينسيني على موقع إحصائيات الدراجات الإحترافية (الإنجليزية)
- غاستوني نينسيني على موقع CycleBase (الإنجليزية)